# 胡珀 (內布拉斯加州)
胡珀（英語：Hooper）是位於美國內布拉斯加州道奇縣的城市。

## 人口
根據2020年美國人口普查的數據，胡珀的面積為1.79平方千米，當中陸地面積為1.76平方千米，而水域面積為0.03平方千米。當地共有人口857人，而人口密度為每平方千米479人。